# Batuhan Karadeniz
Pour les articles homonymes, voir Karadeniz.
Batuhan Karadeniz est un footballeur international turc né à Istanbul (Turquie) le 24 avril 1991, et qui évolue au poste d'attaquant.

## Comportement devant les médias
Batuhan Karadeniz a attiré l’attention des médias avec ses attitudes. Selon certaines sources, le 27 août 2008 après avoir marqué un but à la quarantième minute lors du match contre Antalyaspor PAF, Batuhan a fait une action inappropriée face aux tribunes et a été expulsé par l’arbitre du match avec un carton rouge. Mais la direction de Beşiktaş JK a nié cette allégation.
Pendant le Championnat d'Europe de football des moins de 17 ans organisé par l'UEFA en 2008 à Antalya, Batuhan a été averti par l’arbitre après avoir montré le coin où il allait tirer le tir au but au gardien de but adverse. Dans le match contre la France, le score était de 1 à 1 à la fin du temps réglementaire. Batuhan rata son tir au but. La Turquie perdit contre la France les tirs au but 4-3 en demi-finale du championnat.
Le 5 avril 2009 prêté a Eskişehirspor, Batuhan donna une bonne prestation dans le match contre Fenerbahçe en marquant un but. Cependant, la veille du match il quitta le camp sans la permission et a passé la nuit dans une boîte de nuit. À la suite de ce manque de discipline, la direction a exclu Batuhan du club. Mais il a été pardonné à condition de ne plus reproduire ce genre de non-respect.
Le 3 mai 2009 Batuhan a été arrêté par les officiers de police pour ne pas avoir respecté le feu rouge. La police remarqua que Batuhan n’avait pas de permis de conduire et lui a donné une amende.